# 布格多夫 (愛達荷州)
布格多夫（英語：Burgdorf）是位於美國愛達荷州愛達荷縣的一個非建制地區。該地的面積和人口皆未知。

## 地理
布格多夫的座標為45°16′37″N 115°54′50″W / 45.27694°N 115.91389°W，而該地的平均海拔高度為1886米（即6122英尺）。